# Tōmi
Tōmi (japanska: 東御市?, Tōmi-shi) är en stad i Nagano prefektur i Japan. Staden fick stadsrättigheter 2004.